# José Gómez Mustelier
José Gómez Mustelier (1959. január 28. –) olimpiai és világbajnok kubai ökölvívó.

## Eredményei
- 1978-ban világbajnok középsúlyban.
- 1979-ben aranyérmes a pánamerikai játékokon középsúlyban.
- 1980-ban olimpiai bajnok középsúlyban.